# Glanssotkakadua
Glanssotkakadua (Calyptorhynchus lathami) är den minsta medlemmen av underfamiljen Calyptorhynchinae i familjen kakaduor i Australien. 

## Utseende
Glanssotkakadua är övervägande svart/mörkbrun med iögonfallande röda stjärtfläckar. Honor har blekare färg än hannar och gula fläckar på stjärten och halsen. En adult fågel är omkring 46–50 centimeter lång. 

## Utbredning och systematik
Glanssotkakadua delas upp i tre underarter:
- Calyptorhynchus lathami erebus - förekommer i östra Australien, i kustnära områden i östcentrala Queensland.
- Calyptorhynchus lathami lathami - förekommer i inlandet och vid kuterna av östra Australien
- Calyptorhynchus lathami halmaturinus - förekommer på Kangaroo Island

## Ekologi
Fåglarna hittas oftast i öppna skogar och skogsmark och livnär sig vanligen av frön av Casuarina.

## Status och hot
Arten har ett stort utbredningsområde, men tros minska relativt kraftigt i antal. Internationella naturvårdsunionen IUCN kategoriserar den som sårbar (VU). Beståndet består av mellan 7 000 och 14 000 vuxna individer. Internationella naturvårdsunionen IUCN kategoriserar därför arten som livskraftig (LC).

## Namn
Det vetenskapliga namnet hedrar den engelske ornitologen John Latham. På svenska har den även kallats brun korpkakadua.